# Herrenpartie (Film)

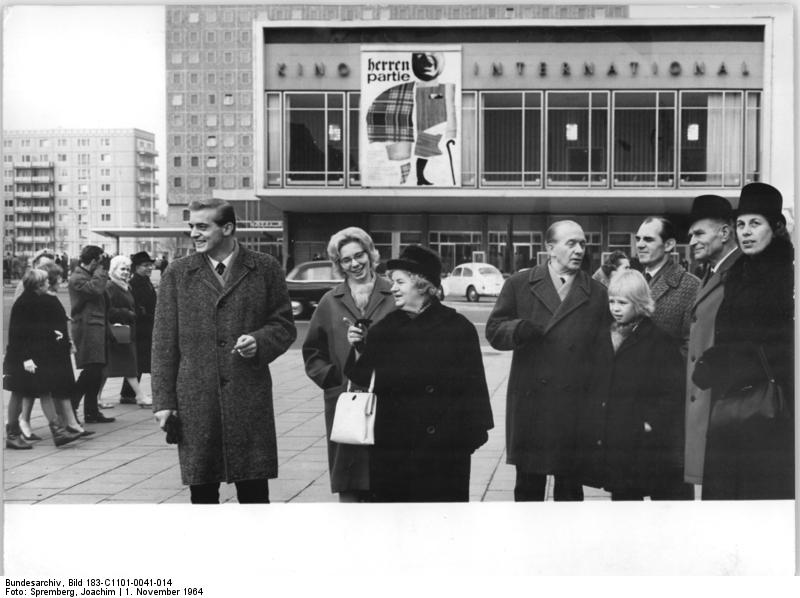
Werbung für Herrenpartie am Kino International, 1964

Herrenpartie (serbisch-kyrillisch Мушки излет, kroatisch Muški izlet) ist ein deutsch-jugoslawischer Spielfilm aus dem Jahre 1964 von Regisseur Wolfgang Staudte. Der Film ist eine Mischung aus politischer Satire und Schicksalstragödie.

## Handlung
Ein deutscher Männergesangverein fährt mit einem Bus ins populäre Urlaubsland Jugoslawien. Als ihnen das Benzin ausgeht, kommen sie in ein abgelegenes Dorf, das ausschließlich von Frauen bewohnt wird. Die Frauen geben ihnen weder Benzin noch Wasser gegen die Hitze.
In einer Schlucht kommt die Suche nach Benzin und Wasser zum Erliegen, da die Wehrmacht die rettende Brücke im Krieg gesprengt hatte. Doch der deutsche Männerchor ist hart im Nehmen. Bei alten Soldatenliedern richten sie sich in der verlassenen Dorfpension ein. Durch das Anschlagen einer Bekanntmachung aus der Zeit der deutschen Besatzung erklären die Frauen ihren anhaltenden Hass gegen die deutschen Kleinbürger. Aus dem Befehl geht hervor, dass sämtliche männlichen Bewohner des Dorfes im Zweiten Weltkrieg in einer Vergeltungsaktion erschossen wurden.
Die Situation spitzt sich zu, als die Männer ein Schaf „requirieren“ und schlachten.
Daraufhin stürzen die Frauen nach Aufforderung durch ihre Wortführerin Miroslava den Bus der Deutschen in eine Schlucht. Miroslava versucht auch, durch eine Sprengung die Deutschen zu töten, als diese versuchen, sich zum nächsten Dorf durchzuschlagen. Sie sieht davon ab, da sie ein Mädchen des Dorfes, das hinter den Deutschen hergelaufen ist, gefährden würde.
In dieser angespannten Situation zeigen sich (wie schon in vorherigen Szenen) die Verstrickungen der Männer in die Machenschaften des Dritten Reichs und ihre gegenwärtigen Abhängigkeiten. Nur der junge Herbert, der zusammen mit dem Journalisten der Truppe als einziger keine Nazi-Vergangenheit hat, kann das Leid der Dorfbewohnerinnen nachvollziehen.
Nachdem sich die Männer in den Bergen verstiegen haben, werden sie von den Frauen gerettet. Miroslava, die mit dieser Rettungsaktion nicht einverstanden ist, will daraufhin die Männer bei der Rückkehr erschießen, verzichtet jedoch im letzten Moment darauf.
In den letzten Szenen, die jugoslawische Polizei und ein Ersatzbus sind eingetroffen, bereitet sich Miroslava auf ihre Verhaftung wegen der Zerstörung des in die Schlucht gerollten Reisebusses vor. Doch der Journalist erpresst seine Mitreisenden durch ihre inzwischen ans Licht gekommene Nazi-Vergangenheit, und die Deutschen erklären den Verlust des Busses durch eigenes Verschulden.

## Produktionsnotizen
Drehbeginn war am 6. Oktober 1963, Drehort Njeguši in Montenegro. Die Uraufführung erfolgte am 27. Februar 1964 in Köln.

## Kritiken
„Pendelnd zwischen politischer Satire und Schicksalstragödie, ist der hervorragend gespielte Film ein bemerkenswerter Beitrag zur unbewältigten Vergangenheit beider Völker. Nicht minder interessant ist der Blick auf die damalige Rezeptionsgeschichte des Films, der als „üble Nestbeschmutzung“ diffamiert wurde und die Kino-Karriere Staudtes als engagierter Gesellschaftskritiker beendete.“

„Während der Wert einiger anfangs heftig abgelehnter Staudte-Filme heute außer Frage steht (Der Untertan schmückt sogar eine Briefmarke der Bundespost), teilen sich die Meinungen über Herrenpartie bis heute. Für mich ist er ein ausgesprochen gelungener Film. Er ist inhaltlich fordernd, formal interessant und hinsichtlich seiner Entstehensbedingungen ein gelungenes Experiment.“

## Auszeichnungen
Der 1963 in Jugoslawien gedrehte Film nahm am Wettbewerb der Berlinale 1964 teil, ging allerdings bei der Preisvergabe leer aus. Die beiden jugoslawischen Schauspielerinnen Mira Stupica und Nevenka Benković wurden jeweils für ihre darstellerischen Leistungen mit dem Deutschen Filmpreis in Gold ausgezeichnet.
1964 wurde der Film als offizieller Beitrag zu den Filmfestspielen nach Cannes eingeladen, die Regierung der Bundesrepublik lehnte dieses Ansinnen jedoch ab.